# 하드커버

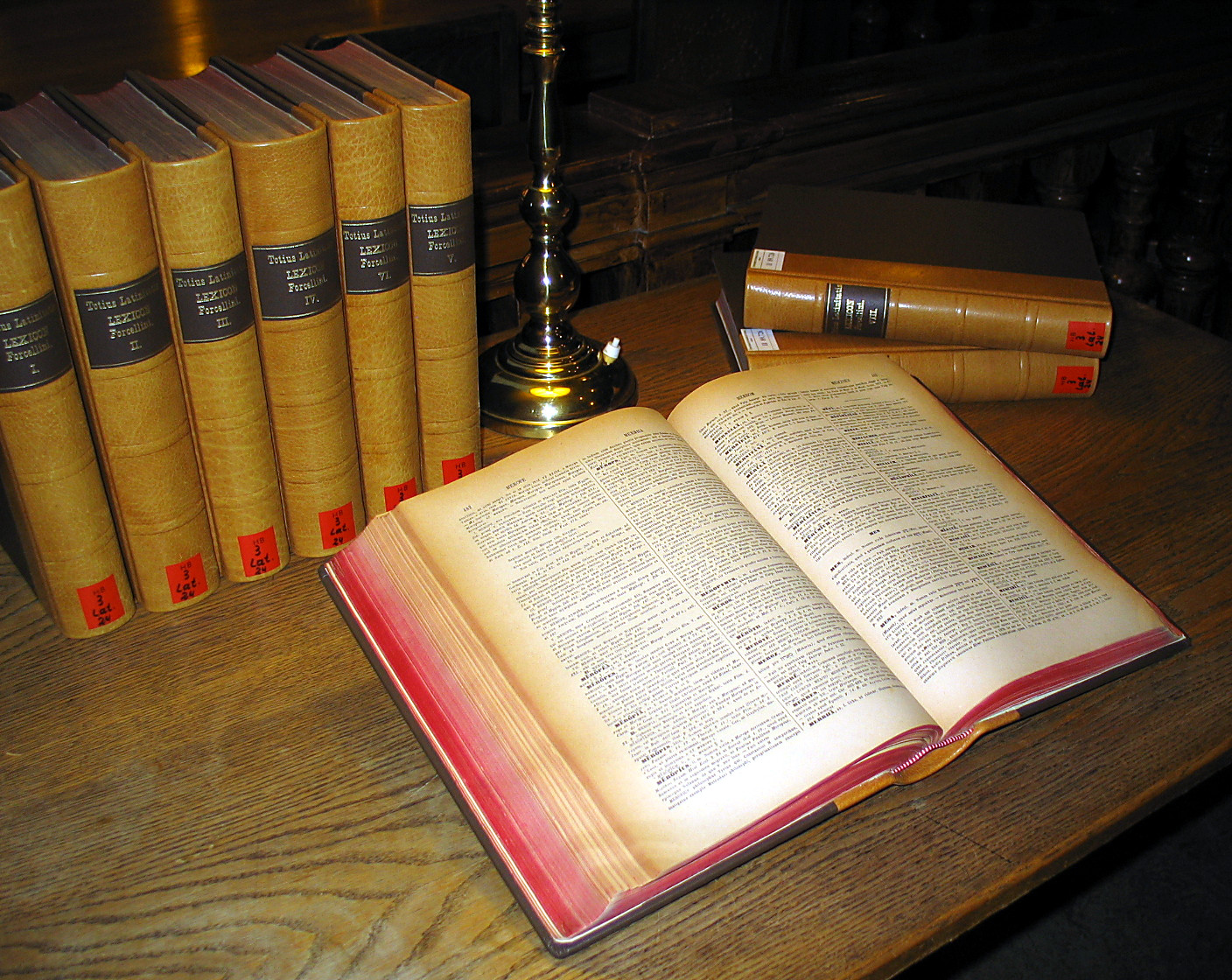
하드커버책

하드커버(영어:Hardcover 또는 hardback) 또는 양장본(洋裝本)은 딱딱한 커버의 표지로 덮인 책이다. 하드커버의 표지는 주로 판지나 옷감이나 가죽 등의 재질로 만들어진다.

## 같이 보기
- 페이퍼백(소프트 커버라고도 말한다)